# Chongsaikang
Chongsaikang (kinesiska: Chongsaikang Jiedao, 冲赛康, 冲赛康街道) är en socken i Kina. Den ligger i den autonoma regionen Tibet, i den sydvästra delen av landet, nära eller i regionhuvudstaden Lhasa. Antalet invånare är 7 116. Befolkningen består av 3 624 kvinnor och 3 492 män. Barn under 15 år utgör 12,0 %, vuxna 15-64 år 82 %, och äldre över 65 år 4,0 %.
Genomsnittlig årsnederbörd är 847 millimeter. Den regnigaste månaden är juli, med i genomsnitt 258 mm nederbörd, och den torraste är december, med 2 mm nederbörd.